# Ingvar Flink
Ingvar Flink, född 3 april 1946, är en svensk före detta fotbollsspelare (mittfältare). Han spelade i Allsvenskan för IS Halmia, IF Saab och Halmstads BK.
Flink började spela fotboll i Alets IK och gick till IS Halmia 1961. Han debuterade i Allsvenskan som 17-åring, den 15 september 1963 mot Hälsingborgs IF, och gjorde ytterligare två matcher i slutet av säsongen när Halmia slutade sist i tabellen. Han spelade kvar i Halmia fram till 1967 då han, efter att ha kommit in på Linköpings tekniska högskola, bytte klubb till IF Saab. 1971 tog laget sig till allsvenskt kval, i vilket man förlorade mot Halmstads BK, men året därpå tog man steget upp. Samma år debuterade Flink i Sveriges landslag. Totalt gjorde han 5 A-landskamper.
Saabs sejour i Allsvenskan blev bara ettårig och efter en till säsong i division II flyttade Flink tillbaka till Halmstad, han valde nu dock spel i Halmstads BK. Han var med när HBK vanns sitt första SM-guld 1976 men valde att efter den säsongen avsluta sin aktiva karriär. Han gjorde comeback på lägre nivå i början av 1980-talet, som spelande tränare för Harplinge IK.

## Klubbar
- Alets IK (1957-1960)
- IS Halmia (1961-1967)
- IF Saab (1968-1974)
- Halmstads BK (1975-1976)
- Harplinge IK (1980-1982)